# アル・イテハド
アル・イテハド（アラビア語: نادي الاتحاد）は、サウジアラビアのジッダをホームタウンとする、サウジ・プロフェッショナルリーグに加盟するプロサッカークラブ。
アル・イテハド（イッティハード/エティハド）とはアラビア語で「連合・団結」の意味で、英語の「ユナイテッド（United）」に相当する。

## 概要
1927年に創設。ホームスタジアムは、かつてはプリンス・アブドゥッラー・アル・ファイサル・スタジアムを使用していたが、現在はキング・アブドゥッラー・スポーツシティを使用している。
FIFAクラブワールドカップでは2005年大会で4位の成績を収めたが、2023年大会ではアル・アハリに敗れて2回戦で敗退となった。2023年には元フランス代表のカリム・ベンゼマを、年俸150億円の3年契約で獲得した。

## タイトル

### 国内タイトル
- サウジ・プロフェッショナルリーグ : 10回
  - 1981-82, 1996-97, 1998-99, 1999-2000, 2000-01, 2002-03, 2006-07, 2008-09, 2022-23, 2024-25
- サウジ国王杯 : 10回
  - 1958, 1959, 1960, 1963, 1967, 1988, 2010, 2013, 2018, 2024-25
- サウジ・スーパーカップ : 1回
  - 2022
- クラウンプリンスカップ : 8回
  - 1958, 1959, 1963, 1991, 1997, 2001, 2007, 2017

### 国際タイトル
- AFCチャンピオンズリーグ : 2回 
  - 2004, 2005
- アジアカップウィナーズカップ : 1回
  - 1999
- アラブ・チャンピオンズリーグ : 1回
  - 2005
- GCCチャンピオンズリーグ : 1回
  - 1999

## 過去の成績
- 1976–77 サウジ・プレミアリーグ（4位）
- 1977–78 サウジ・プレミアリーグ（4位）
- 1978–79 サウジ・プレミアリーグ（3位）
- 1979–80 サウジ・プレミアリーグ（3位）
- 1980–81 サウジ・プレミアリーグ（6位）
- 1981–82 サウジ・プレミアリーグ（優勝）
- 1982–83 サウジ・プレミアリーグ（6位）
- 1983–84 サウジ・プレミアリーグ（2位）
- 1984–85 サウジ・プレミアリーグ（6位）
- 1985–86 サウジ・プレミアリーグ（2位）
- 1986–87 サウジ・プレミアリーグ（7位）
- 1987–88 サウジ・プレミアリーグ（4位）
- 1988–89 サウジ・プレミアリーグ（6位）
- 1989–90 サウジ・プレミアリーグ（8位）
- 1990–91 サウジ・プレミアリーグ（5位）
- 1991–92 サウジ・プレミアリーグ（5位）
- 1992–93 サウジ・プレミアリーグ（3位）
- 1993–94 サウジ・プレミアリーグ（7位）
- 1994–95 サウジ・プレミアリーグ（7位）
- 1995–96 サウジ・プレミアリーグ（3位）
- 1996–97 サウジ・プレミアリーグ（優勝）
- 1997–98 サウジ・プレミアリーグ（7位）
- 1998–99 サウジ・プレミアリーグ（優勝）
- 1999–2000 サウジ・プレミアリーグ（優勝）
- 2000–01 サウジ・プレミアリーグ（優勝）
- 2001–02 サウジ・プレミアリーグ（2位）
- 2002–03 サウジ・プレミアリーグ（優勝）
- 2003–04 サウジ・プレミアリーグ（2位）
- 2004–05 サウジ・プレミアリーグ（3位）
- 2005–06 サウジ・プレミアリーグ（3位）
- 2006–07 サウジ・プレミアリーグ（優勝）
- 2007–08 サウジ・プレミアリーグ（2位）
- 2008–09 サウジ・プロフェッショナルリーグ（優勝）
- 2009–10 サウジ・プロフェッショナルリーグ（2位）
- 2010–11 サウジ・プロフェッショナルリーグ（2位）
- 2011–12 サウジ・プロフェッショナルリーグ（5位）
- 2012–13 サウジ・プロフェッショナルリーグ（7位）
- 2013-14 サウジ・プロフェッショナルリーグ（6位）
- 2014-15 サウジ・プロフェッショナルリーグ（4位）
- 2015-16 サウジ・プロフェッショナルリーグ（3位）
- 2016-17 サウジ・プロフェッショナルリーグ（4位）
- 2017-18 サウジ・プロフェッショナルリーグ（9位）
- 2018-19 サウジ・プロフェッショナルリーグ（10位）
- 2019-20 サウジ・プロフェッショナルリーグ（11位）
- 2020-21 サウジ・プロフェッショナルリーグ（3位）
- 2021-22 サウジ・プロフェッショナルリーグ（2位）
- 2022-23 サウジ・プロフェッショナルリーグ（優勝）
- 2023-24 サウジ・プロフェッショナルリーグ（5位）
- 2024-25 サウジ・プロリーグ（優勝）

## 現所属メンバー
2025年2月7日時点
注：選手の国籍表記はFIFAの定めた代表資格ルールに基づく。
| No. | Pos. |                | 選手名                       |
| --- | ---- | -------------- | ---------------------------- |
| 1   | GK   | サウジアラビア | ラーカーン・アン＝ナジャール |
| 2   | DF   | ポルトガル     | ダニーロ・ペレイラ           |
| 3   | DF   | サウジアラビア | ターリク・アブドッラー       |
| 4   | DF   | サウジアラビア | ヤシナ・バルナウィ           |
| 6   | MF   | サウジアラビア | ハーリド・アッ＝スマイリー   |
| 7   | MF   | フランス       | エンゴロ・カンテ             |
| 8   | MF   | ブラジル       | ファビーニョ                 |
| 9   | FW   | フランス       | カリム・ベンゼマ             |
| 10  | MF   | フランス       | フセム・アワール             |
| 12  | GK   | サウジアラビア | アッサーフ・アル＝ガルニー   |
| 13  | DF   | サウジアラビア | アハマド・アスィーリー       |
| 14  | DF   | サウジアラビア | ズィヤード・アッ＝サハフィー |
| 15  | MF   | サウジアラビア | ジャマール・バージャンドーハ |
| 17  | DF   | モロッコ       | マヌエル・ダ・コスタ         |
| 19  | MF   | フランス       | ムサ・ディアビ               |
| 20  | MF   | モロッコ       | カリム・エル・アフマディ     |

| No. | Pos. |                  | 選手名                                   |
| --- | ---- | ---------------- | ---------------------------------------- |
| 21  | DF   | サウジアラビア   | ムハンマド・レーマン                     |
| 22  | GK   | サウジアラビア   | ファウワーズ・アル＝ガルニー             |
| 24  | DF   | サウジアラビア   | アンマール・アッ＝ドヒーム               |
| 25  | FW   | サウジアラビア   | ナーセル・アッ＝シャムラーニー           |
| 26  | FW   | サウジアラビア   | アブドゥルアズィーズ・アル＝アリヤーニー |
| 27  | MF   | ブラジル         | ジョナス                                 |
| 30  | MF   | スペイン         | ウナイ・エルナンデス                     |
| 31  | DF   | サウジアラビア   | マンスール・アル＝ハルビー               |
| 34  | MF   | オランダ         | ステーフェン・ベルフワイン               |
| 35  | MF   | コートジボワール | セク・サノゴ                             |
| 44  | GK   | サウジアラビア   | アミーン・アル＝バハーリー               |
| 49  | FW   | サウジアラビア   | アブドッラフマーン・アル＝ガームディー   |
| 66  | DF   | サウジアラビア   | サウード・アブドゥルハミード             |
| 77  | MF   | サウジアラビア   | アブドゥルアズィーズ・アル＝ビーシー     |
| 90  | MF   | ブラジル         | ロマーニョ                               |
| 99  | FW   | モロッコ         | アブデルラザク・ハムダラー               |

## 歴代監督
- マハムード・エル＝ゴハリ 1980-81
- ボブ・ホートン 1984-1986, 1993-1994
- ディミトリ・ダヴィドヴィッチ 1996-1997, 1998-1999, 2000, 2006-2007, 2011
- ジョゼ・オスカー・ベルナルディ 1999-2000, 2001-2003
- ジュゼッペ・ドッセーナ 2000-2001
- オズワルド・アルディレス 2001
- トミスラフ・イヴィッチ 2003-2004
- アンゲル・ヨルダネスク 2004-2006
- ブルーノ・メツ 2006
- ヴァイッド・ハリルホジッチ 2006
- ガブリエル・カルデロン 2008-2010
- エンソ・トロセーロ 2010
- マヌエル・ジョゼ 2010
- トニ 2010-2011
- マティアジュ・ケク 2011-2012
- ラウル・カネダ 2012-2013
- ベニャト・サン・ホセ 2013-2014
- フアン・ベルセリ 2014
- ヴィクトル・ピツルカ 2014-2015, 2015-2016
- ラースロー・ベレニ 2015
- ホセ・ルイス・シエラ 2016-2018
- ラモン・ディアス 2018
- スラベン・ビリッチ 2018-2019
- ホセ・ルイス・シエラ 2019
- ムハンマド・アル＝アブデリー 2019
- ヘンク・テン・カテ 2019-2020
- ピト・ハンベルフ 2020
- ファビオ・ルイス・カリーレ・デ・アラウージョ 2020-2021
- コスミン・コントラ 2021-2022
- ヌーノ・エスピーリト・サント 2022-2023
- マルセロ・ガジャルド 2023-2024
- ローラン・ブラン 2024-

## 歴代所属選手
- アル＝ハサン・アル＝ヤミ 1996-2005
- ムハンマド・ヌール 1996-2013
- マブルーク・ザーイド 2000-2014
- ハマド・アル＝モンタシャリ 2001-2016
- ロブ・ビチュヘ 1998-1999
- ロベルト・ドナドーニ 1999-2000
- ベベット 2002-2003
- ティジャニ・ババンギダ 2002-2003
- ティティ・カマラ 2003
- マリオ・ツァレヴィッチ 2004-2005
- モハメド・カロン 2005-2006
- アルハッサン・ケイタ 2006-2008
- レイナウド 2007
- マグノ・アウベス 2007-2008
- アミン・シェルミティ 2009-2010
- ヌノ・アシス 2010-2011
- ヴェンデウ 2011
- ファハド・アル・エネジ 2011
- ファハド・アル＝ムワッラド 2011-2022
- アブドゥラー・オマル 2012
- アナス・シャルビーニ 2012-2013
- フェルナンド・バイアーノ 2013
- アブドゥルファッターハ・アスィーリー 2012-2016
- ムフタール・ファッラータ 2013-2016
- ジェームス・トロイージ 2015
- サリー・ムンタリ 2015-2016
- ルチアン・スンマルテアン 2015-2016
- アブデルラザク・ハムダラー 2021-2024
- カリム・ベンゼマ 2023-
- エンゴロ・カンテ 2023-